# Philip Friedrich Rothlieb
Philip Friedrich Rothlieb, född 23 oktober 1658 i Stettin, död där 2 februari 1712, var en svensk militär.
Rothlieb blev kadett vid brandenburgska militärskolan i Kolberg 1673, där han sedan i ett och ett halvt år som musketerare vid generalmajoren von Schwerins regemente och tre månader som underofficer gjorde garnisonstjänst. Han erhöll avsked ur den brandenburgska tjänsten i april 1675 och blev samma år volontär vid hertigens av Sachsen-Gotha (senare Dellwigs) regemente i svensk tjänst samma år, fänrik där i juni och löjtnant i oktober. Rothlieb deltog i Fransk-nederländska kriget och slaget vid Fehrbellin samt reträtten därifrån till Demmin. Den 5 januari 1676 deltog han i stormningen av Wolgast och i maj i Usedoms försvar under Otto Wilhelm von Königsmarck och i brandenburgarnas stormning av Anklam, då han tappert försvarade ravelinen Spader Äss och i ett utfall brände fiendens broar. Efter Anklams kapitulation begav Rothlieb sig till sin fars gods i Pommern, och avslog erbjudanden om att träda i brandenburgsk tjänst. Han blev gripen av brandenburgska trupper när han försökte ta sig in i det belägrade Stettin och fördes till Berlin, varifrån han efter femton månader friköptes av sin far. Rothlieb blev 1678 kapten vid Douglas dragonregemente, kapten vid Weinholtz dragonskvadron 1680, major vid Livdragonregementet 1699 och överstelöjtnant där 1700. Han deltog i slaget vid Narva, övergången av Düna och slaget vid Kliszów, där han i första ledet, ytterst på vänstra flygeln kommenderade Livdragonregementet. 1704–1712 var överste han chef för tyska livregementet till fot samt kommendant i Landskrona. Han har ansetts som en skicklig och erfaren militär, men skall ha varit starkt ogillad av Magnus Stenbock, vilket skall ha föranletts av en krigsrätt som hållits av fältmarskalk Stenbock. Rothieb hade ärvt omfattande egendomar i Pommern, som dock drogs in i samband med reduktionen. Han köpte dock flera egendomar i Sverige, bland annat Sadeshult och Tribäck i Fagerhults socken, Ramshult, Åby och Grönskog i Fliseryds socken, Knapegården i Ryssby socken, Kläckeberga och Kjärstorp i Kläckeberga socken, samt Barkestorp och Ebbetorp i Dörby socken.
Philip Friedrich Rothlieb var son till kammarrådet Philip Rothlieb och Scolastica von Weiher. Han var från 1681 gift med Anna Engel Skyttenhielm (1662–1730), dotter till Henning Schütte, som med god hushållning skall ha förvaltat hans gods medan han befann sig i fält. Makarna var föräldrar till Gustaf Fredrik Rothlieb.